# Cazzie Russell
Cazzie Lee Russell (nacido el 7 de junio de 1944 en Chicago, Illinois) es un exjugador y exentrenador de baloncesto estadounidense que militó durante 12 temporadas en la NBA. Jugaba indistintamente de base y de alero, midiendo 1,96 metros.

## Trayectoria deportiva

### Universidad
Russell jugó con los Wolverines de la Universidad de Míchigan, equipo al que llevó a 3 títulos consecutivos de la Big Ten Conference, entre 1964 y 1966, y en dos ocasiones a la Final Four. en su temporada sénior promedió 30,8 puntos por partido, siendo nombrado Jugador Universitario del Año.Su camiseta con el número 33 fue retirada por Michigan como homenaje.

### Profesional
Fue elegido como número 1 del Draft de la NBA de 1966 por New York Knicks, y en su primera temporada fue incluido en el mejor quinteto de rookies, tras promediar 11,3 puntos y 3,3 rebotes por partido. Jugó en Nueva York durante 5 temporadas, formando parte del mítico equipo de los Knicks que ganó el Campeonato de la NBA a los Lakers por 4 a 3 en 1970.
En 1971 fue traspasado a Golden State Warriors, equipo con el que completó la mejor temporada de su carrera nada más llegar, promediando 21,4 puntos y 5,4 rebotes, lo que le valió ser elegido para jugar el All-Star Game esa temporada. Tras tres temporadas con los Warriors, fichó por los Lakers, donde estuvo tres años más, manteniendo unas buenas estadísticas. En 1977 fichó por Chicago Bulls, donde jugaría su última temporada como profesional.
En 12 años de carrera promedió 15,1 puntos y 3,8 rebotes por partido.

## Estadísticas de su carrera en la NBA
|  | Denota temporada en la que ganó un campeonato de la NBA |

### Temporada regular
| Año      | Equipo       | PJ  | PT | MPP  | %TC  | %3P | %TL   | RPP | APP | ROB | TPP | PPP  |
| -------- | ------------ | --- | -- | ---- | ---- | --- | ----- | --- | --- | --- | --- | ---- |
| 1966-67  | New York     | 77  | –  | 22.0 | .436 | –   | .785  | 3.3 | 2.4 | –   | –   | 11.3 |
| 1967-68  | New York     | 82  | –  | 28.0 | .462 | –   | .808  | 4.6 | 2.4 | –   | –   | 16.9 |
| 1968-69  | New York     | 50  | –  | 32.9 | .450 | –   | .796  | 4.2 | 2.3 | –   | –   | 18.3 |
| 1969-70  | New York     | 78  | –  | 20.0 | .498 | –   | .775  | 3.0 | 1.7 | –   | –   | 11.5 |
| 1970-71  | New York     | 57  | –  | 18.5 | .429 | –   | .773  | 3.4 | 1.4 | –   | –   | 9.2  |
| 1971-72  | Golden State | 79  | –  | 36.7 | .455 | –   | .833  | 5.4 | 3.1 | –   | –   | 21.4 |
| 1972-73  | Golden State | 80  | –  | 30.4 | .458 | –   | .864  | 4.4 | 2.3 | –   | –   | 15.7 |
| 1973-74  | Golden State | 82  | –  | 31.4 | .482 | –   | .835  | 4.3 | 2.3 | .7  | .2  | 20.5 |
| 1974-75  | L.A. Lakers  | 40  | –  | 26.4 | .455 | –   | .894  | 2.9 | 2.7 | .7  | .1  | 15.7 |
| 1975-76  | L.A. Lakers  | 74  | –  | 22.0 | .463 | –   | .892  | 2.5 | 1.6 | .7  | .0  | 11.8 |
| 1976-77  | L.A. Lakers  | 82  | –  | 31.5 | .490 | –   | .858  | 3.6 | 2.6 | 1.0 | .1  | 16.4 |
| 1977-78  | Chicago      | 36  | –  | 21.9 | .438 | –   | .860  | 2.3 | 1.7 | .5  | .1  | 8.8  |
| Total    | Total        | 817 | –  | 27.2 | .464 | –   | .827  | 3.8 | 2.4 | .8  | .1  | 15.1 |
| All-Star | All-Star     | 1   | 0  | 20.0 | .308 | –   | 1.000 | 1.0 | .0  | –   | –   | 10.0 |

### Playoffs
| Año   | Equipo       | PJ | PT | MPP  | %TC  | %3P | %TL   | RPP | APP | ROB | TPP | PPP  |
| ----- | ------------ | -- | -- | ---- | ---- | --- | ----- | --- | --- | --- | --- | ---- |
| 1967  | New York     | 4  | –  | 22.3 | .394 | –   | .769  | 4.8 | 2.8 | –   | –   | 15.5 |
| 1968  | New York     | 6  | –  | 34.8 | .561 | –   | .833  | 3.8 | 1.7 | –   | –   | 21.7 |
| 1969  | New York     | 5  | –  | 7.2  | .238 | –   | 1.000 | 1.0 | .2  | –   | –   | 2.4  |
| 1970  | New York     | 19 | –  | 16.1 | .485 | –   | .947  | 2.5 | .8  | –   | –   | 9.4  |
| 1971  | New York     | 11 | –  | 10.9 | .391 | –   | 1.000 | 2.0 | .7  | –   | –   | 5.6  |
| 1972  | Golden State | 5  | –  | 32.2 | .492 | –   | .750  | 4.4 | 1.8 | –   | –   | 14.2 |
| 1973  | Golden State | 11 | –  | 23.9 | .490 | –   | .864  | 3.3 | 1.5 | –   | –   | 14.8 |
| 1977  | L.A. Lakers  | 11 | –  | 34.7 | .414 | –   | .880  | 4.4 | 2.3 | 1.5 | .1  | 15.8 |
| Total | Total        | 72 | –  | 21.8 | .460 | –   | .870  | 3.1 | 1.3 | 1.5 | .1  | 11.8 |